# 1108
1108 (MCVIII) fue un año bisiesto comenzado en miércoles del calendario juliano.

## Acontecimientos
- Tiene lugar la Batalla de Uclés.
- El rey Alonso VII de Castilla amplió la villa de Almazán.

## Nacimientos
- Bohemundo II de Antioquía, príncipe de Antioquía.

## Fallecimientos
- 29 de julio - Felipe I, rey de Francia.